# Warżenskaja Zaimka
Warżenskaja Zaimka (ros. Варженская Заимка) – wieś w Rosji, w rejonie wielikoustidzkim obwodu wołogodzkiego. W 2021 r. była niezamieszkana.